# Left 4 Dead 2

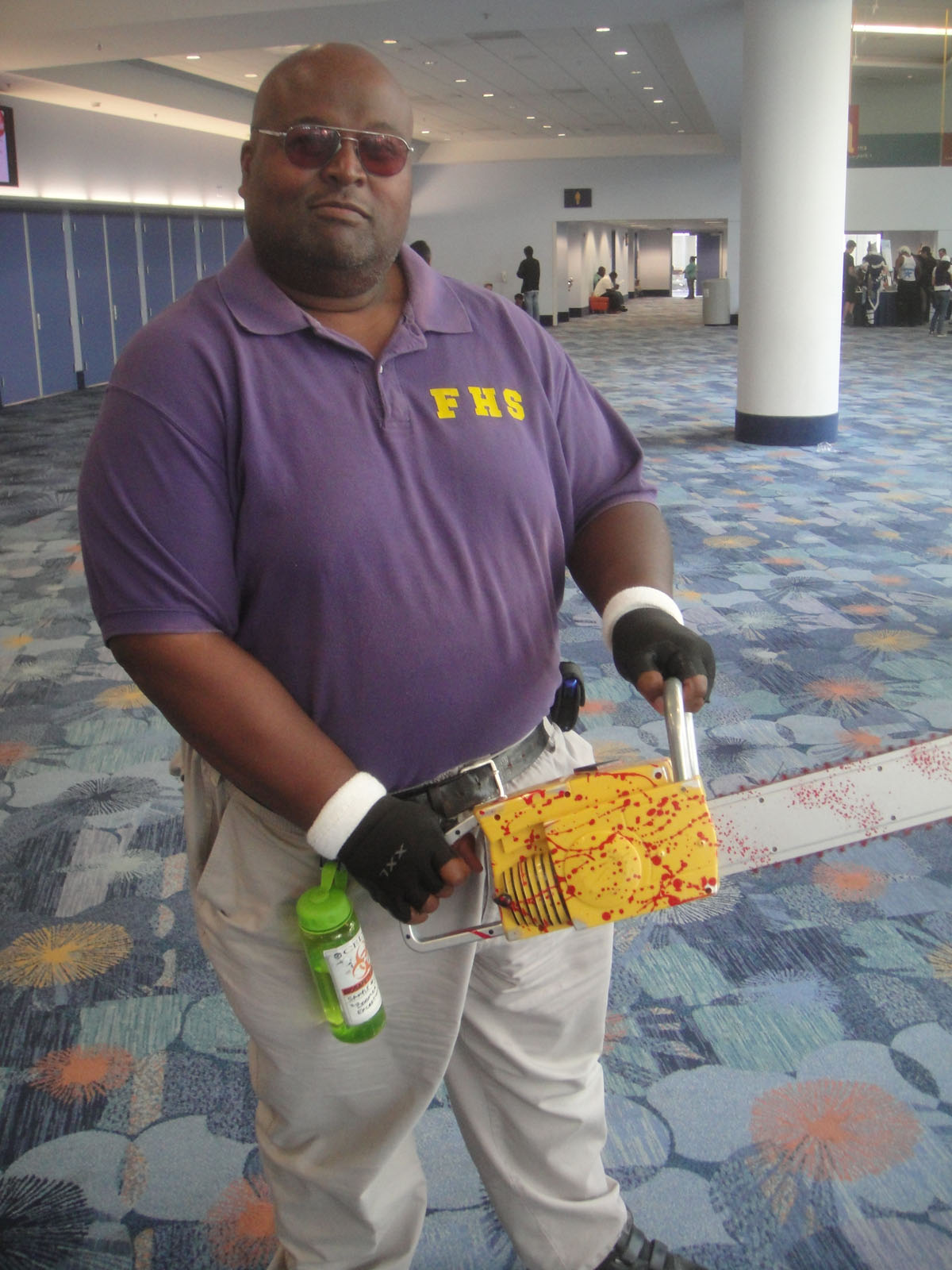
Kostým postavy Coach

Left 4 Dead 2 je kooperativní FPS střílečka vydaná pro počítače s operačním systémem Windows, OS X a konzole Xbox 360 a Linux. Za její výrobou stojí společnost Valve. Hra pracuje na enginu Source. Jedná se o pokračování hry Left 4 Dead, od kterého se liší novými postavami a zbraněmi.

## Herní režimy

### Kampaň
V tomto režimu se hraje síťová hra, kde hraje minimálně jeden živý hráč a další tři postavy, které jsou buď ovládány lidmi nebo počítačem. Přeživší postupně prochází mapami a musí spolupracovat, aby přežili.

### Hra pro jednoho hráče
Ve hře hraje jeden hráč a ostatní tři postavy jsou ovládány počítačem. Hráč si může volně zvolit mapy a kapitoly.

### Versus
Versus je mód určený pro dva až osm hráčů. Ti jsou rozděleni do dvou týmů po čtyřech. Postavy, které neovládá hráč jsou ovládány počítačem. Týmy se po dokončení mapy nebo zabití všech přeživších prohodí. Skóre se počítá podle toho, jak daleko v mapě přeživší došli. Pokud oba týmy došly až na konec mapy, týmu, který udělil větší škodu za infikované se přičte 25 bodů k celkovému skóre. Vyhraje ten tým, který má na konci kampaně více bodů.

### Scavenge
V tomhle režimu je úkolem přeživších naplnit generátor pomocí kanystrů, které se nacházejí v různých částech mapy, v čemž se jim snaži tým infikovaných zabránit. Stejně jako v režimu Versus se po smrti všech přeživších nebo naplnění generátoru týmy prohodí. Když se takto oba týmy vystřídají, začne nové kolo. Vyhrává ten tým, který ve více kolech dokázal naplnit generátor větším počtem kanystrů. Pokud naplní oba týmy generátor stejným počtem kanystrů, rychlejší tým dostane bod.

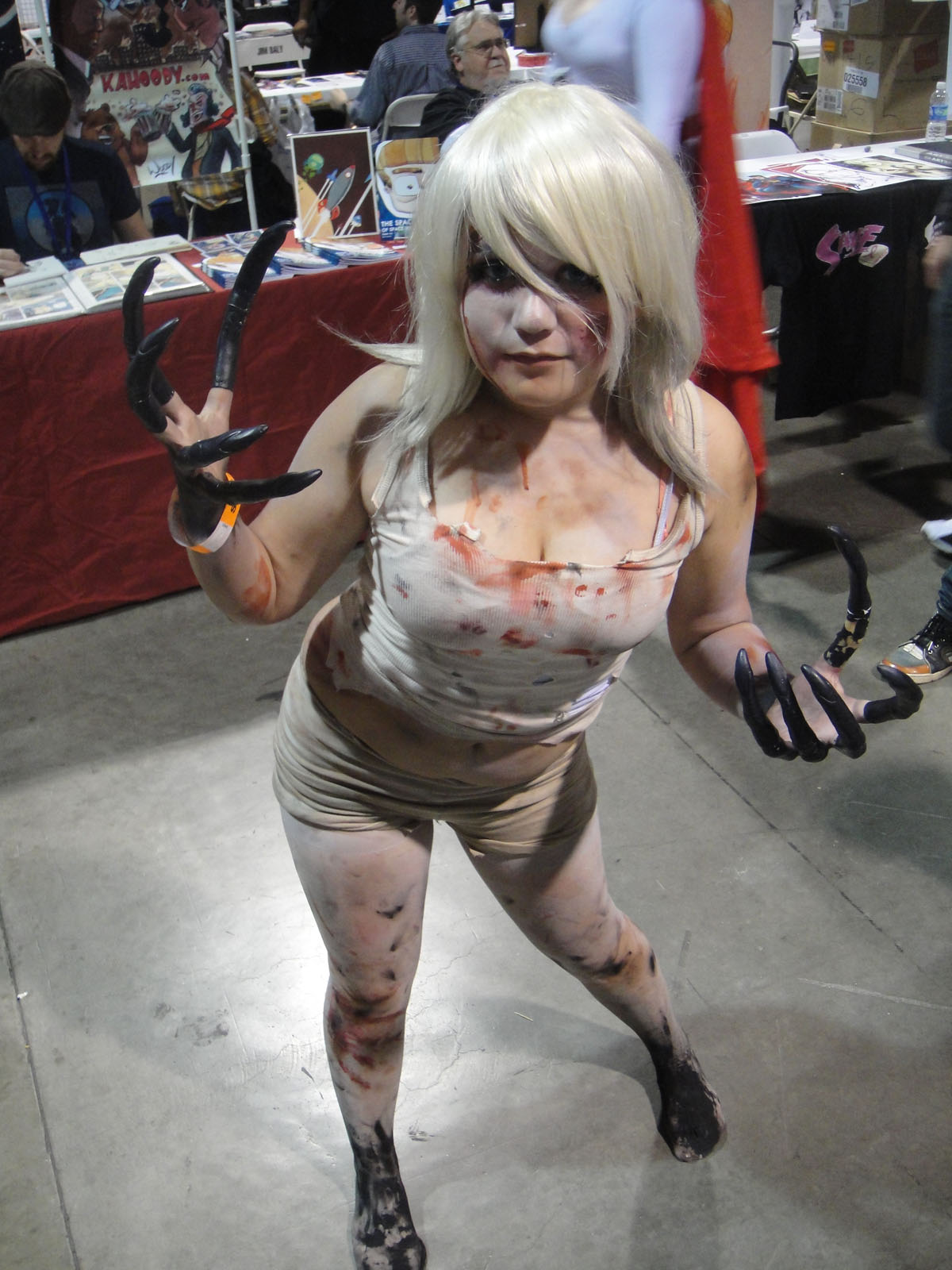
Kostým čarodějnice

### Přežití
Čtyři přeživší se snaží co nejdéle odolat nekonečným řadám zombií. Tento mód se odehrává na jedné mapě. Hra končí po smrti všech postav. Hráči jsou pak odměněni medailemi podle doby, kterou dokázali přežít.

### Realismus
Tento mód je těžší variantou kampaně. Na rozdíl od obyčejné kampaně zde přeživší nevidí obrysy spoluhráčů ani obrysy předmětů avšak přesto zůstávají prvky HUD zachovány.

### Realismus Versus
Tento mód je mix módů Realismus a Versus. Přeživší zde bojují proti lidmi ovládanými nakaženými, avšak jsou znevýhodněni pravidly z Realismu.

### Mutace
Mutace je speciální herní mód, který se pravidelně mění.
- Do poslední kapky krve
- Do poslední kapky krve Versus
- Follow the Liter
- Čtyři mušketíři
- Gib Fest
- Nemilosrdná osmička
- Headshot!
- Dr. Trpaslík
- Lovecká výprava
- Masakr motorovkou
- Iron Man
- Poslední trpaslík na Zemi
- Poslední člověk na Zemi
- Osamělý pistolník
- Můžeme vzít jen jednoho
- Survival Versus
- Taaannkk!

## Herní postavy

### Přeživší
Žádná z postav nemá speciální schopnosti, liší se jen vzhledem a hlasem.
- Coach – Vedoucí fotbalového oddílu.
- Ellis – Pohodářský a ukecaný automechanik.
- Nick – Seriózní gambler.
- Rochelle – Ambiciózní producentka.

### Původní nakažení
- Zombie – obyčejní infikovaní. Běžně nic nedělají, ale pokud se k nim přeživší přiblíží nebo do nich střelí, bezhlavě se k nim rozeběhnou a pokusí se je umlátit. Jednotlivci jsou velmi slabí, ale protože jich jsou hordy, stávají se velmi nebezpečnými obzvláště pro zraněné přeživší. Dají se lehce vyprovokovat zvukem a světlem.

- Bouchač (Boomer) – speciální zombie, je nejtlustší postavou ve hře. Jeho speciální vlastností je zvracení na přeživší. Tyto zvratky hráče oslepí a zbaví jej veškeré orientace, také přitahují všechny běžné zombie v okolí.

- Dýmak (Smoker) – vysoký a hubený zombie, který dokáže svým dlouhým jazykem chytit přeživšího, kterého stahuje k sobě.

- Lovec (Hunter) – tichý zombie, který musí být na čtyřech, aby byl připraven skokem zaútočit na přeživší. Zabíjí skokem, při kterém skolí přeživšího na zem a začne jej trhat. Přeživšího může osvobodit jen spoluhráč.

- Tank – největší a nejsilnější nakažený ve hře, který dokáže trhat kusy silnic, které háže po přeživších.
- Čarodějnice (Witch) – zombie, která sedí a brečí. Pokud jí hráči neprovokují světlem nebo zvuky, Čarodějnice si jich ani nevšimne. Pokud však zaútočí, rychle se přiblíží k narušiteli, shodí ho okamžitě na zem a začne ho trhat.

### Nově přidaní nakažení
- Útočník (Charger) – zombie, kterému zmutovala pravá ruka. Při útoku se rychle rozeběhne a chytí do své ruky přeživšího, do kterého narazí. Chyceného přeživšího po zastavení se začne drtit údery o zem.

- Chrlička (Spitter) – vysoká zombie, která nechává za sebou kapky kyseliny, které po přeživších plive. Chrlička může kyselinou zničit upuštěné kanystry s benzínem, a po smrti z ní vyteče louže kyseliny.

- Žokej (Jockey) – malá, rychlá zombie, která skočí přeživšímu na hlavu. Jockey mu pak škrábe hlavu a zároveň ho ovládá.

- Uncommon Infected je zombie odlišná vzhledem od běžných nakažených.
  - Dělníci CEDA na sobě mají nehořlavé obleky a někdy u sebe nosí bouchačovy zvratky.
  - Jimmy Gibbs Junior je padlý jezdec závodního automobilu. Stejně jako dělníci CEDA je ohnivzdorný, ale je odolný proti přitahování bouchačovími zvratkami a trubkovými bombami.
  - Padlý přeživší neboli Fallen Survivor je voják, který po smrti zanechává cenné předměty.
  - Klauni mají výrazný bílý make-up a přitahují na sebe ostatní běžné infikované, čímž vybírají cíl útoku.
  - Bahňák běhá po čtyřech a při útoku na přeživšího patlá bahno, které po čase mizí.
  - Dělníci na sobě mají reflexní vesty. Navíc jsou imunní vůči trubkovým bombám a odolní proti útokům tupými zbraněmi zblízka.
  - Bezpečnostní pracovníci (security) jsou imunní vůči útokům zepředu, a někdy u sebe nosí obušek.

## DLC
- The Passing – první DLC, které popisuje děj mezi kampaní Dead Center a Dark Carnival. Nachází se v něm nová kampaň, nový typ zombie a několik nových achievementů.

- The Sacrifice – druhý DLC k této hře popisující události mezi komiksem a mezi kampaní The Passing. Obsahuje 2 nové kampaně a 5 nových achievementů.

V obou kampaních vystupují postavy z prvního L4D.
Komiks popisuje události mezi koncem L4D a mezi kampaní The Sacrifice.